# Cathédrale Sainte-Marie de Hildesheim
Pour les articles homonymes, voir Cathédrale Sainte-Marie.
La cathédrale Sainte-Marie de l'Ascension de Hildesheim est la cathédrale du diocèse de Hildesheim. Sa première construction fut commencée en 872. Presque entièrement détruite durant la Seconde Guerre mondiale, elle a été reconstruite dans les années 1950 dans son style roman d'origine.
Les murs et le trésor sont inscrits à la liste du patrimoine mondial de l’UNESCO depuis 1985.

## Histoire

### La construction
La cathédrale Sainte-Marie de Hildesheim fut commencée en 872 sous le règne de l’évêque Alfred. Du XIe siècle au XIVe siècle se succédèrent de multiples extensions, sans toutefois remettre en question le plan original de l'évêque Alfred.
La cour entourant encore aujourd'hui la cathédrale souligne le plan bernardin de cette cathédrale fortifiée.
L'aménagement baroque de l'intérieur de la cathédrale est l'œuvre de Justus Wehmer (1690-1750).

### Bombardement de la Seconde Guerre mondiale
Au cours de la Seconde Guerre mondiale, la cathédrale fut presque entièrement détruite et fut reconstruite entre 1950 et 1960. On ne reproduisit pas les transformations baroques qu'avait connues l'édifice, préférant revenir à l'architecture romane primitive. En prévision du jubilé des 1200-ans du diocèse, en 2015, on envisage une rénovation des façades et quelques transformations.

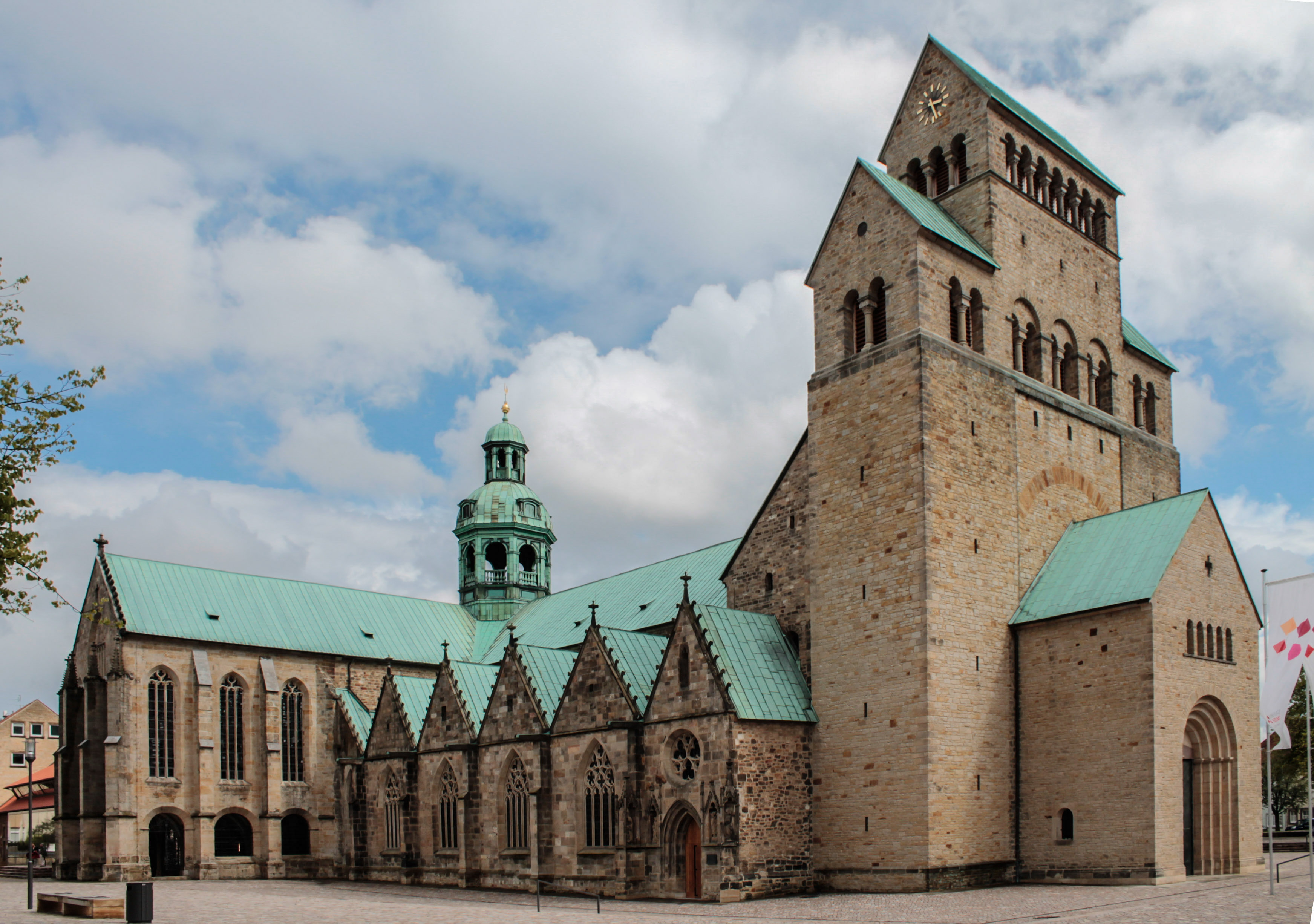
La cathédrale vue du nord-ouest
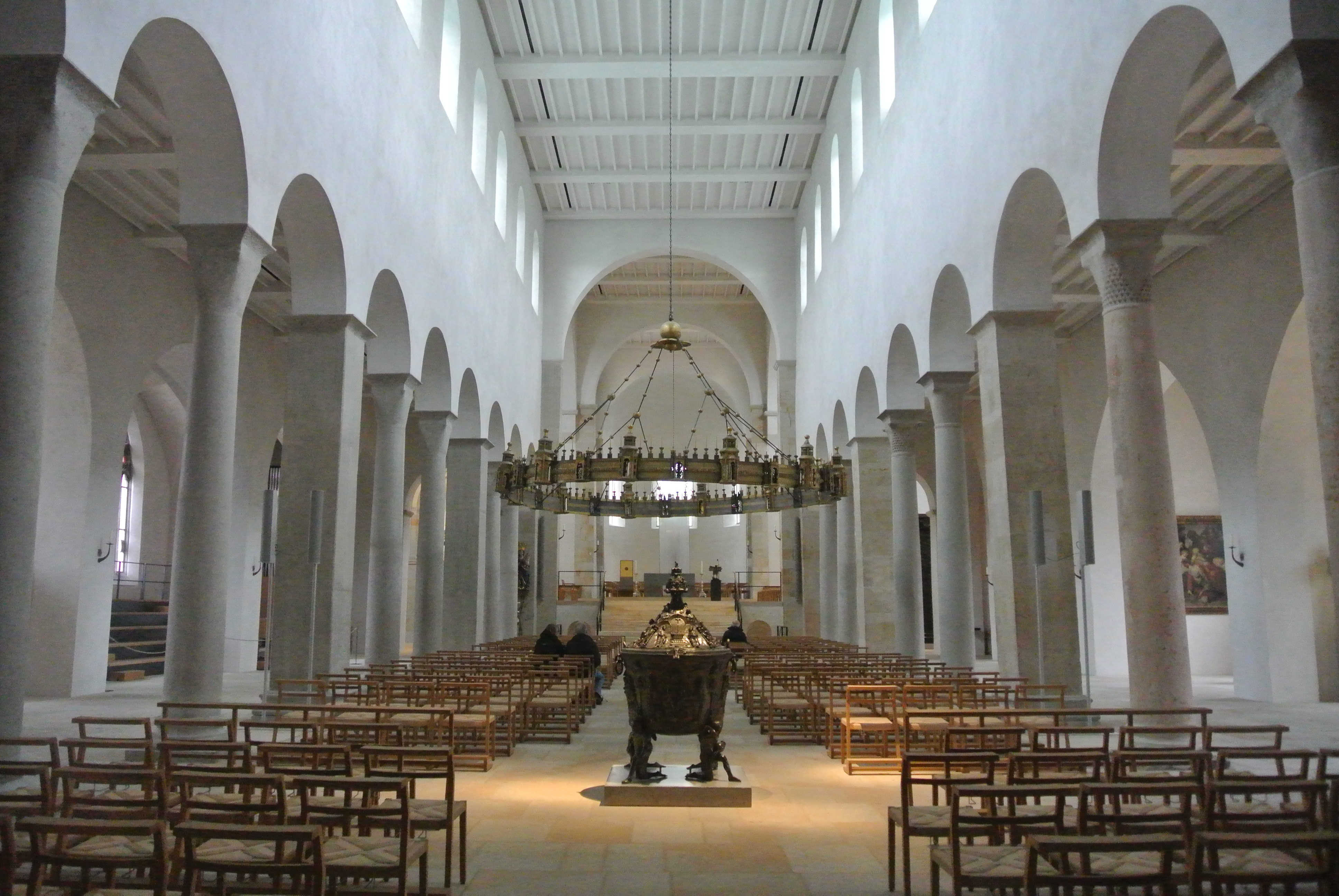
La nef, vers l'est.
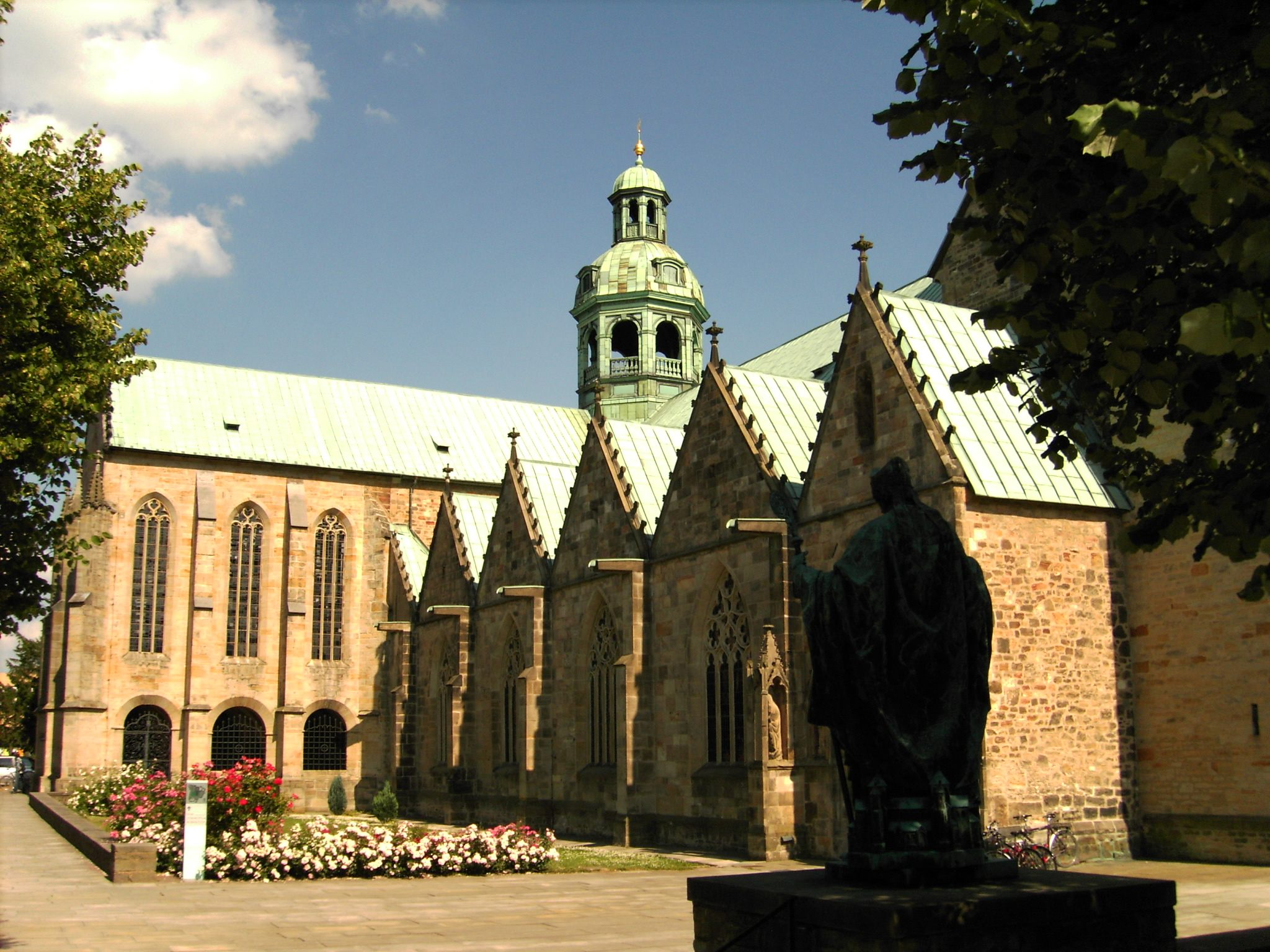
Vue du nord-ouest.

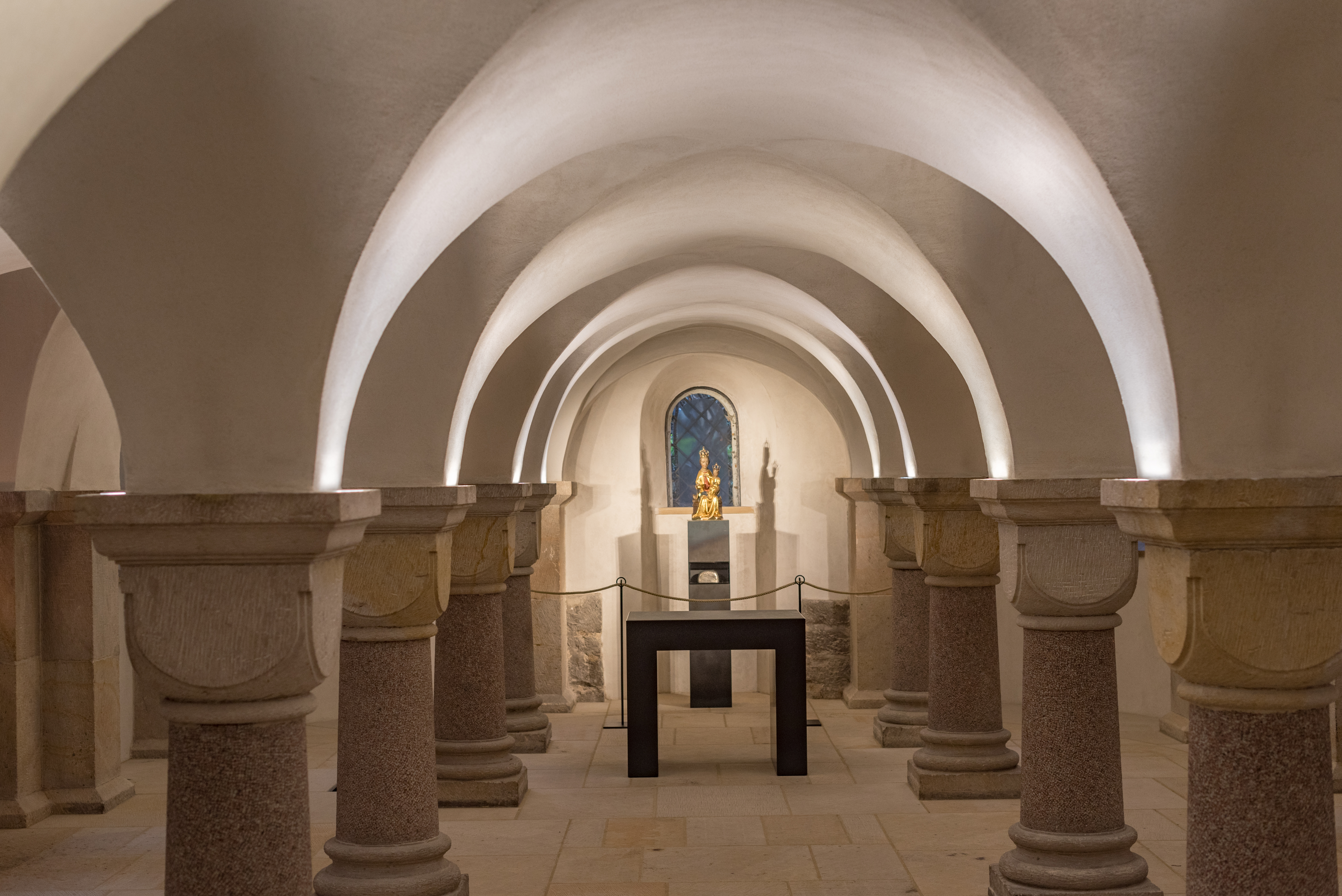
La crypte, construite en 872.

## Description

### Plan d’ensemble
La structure de base de la cathédrale de Hildesheim est une basilique romane à trois nefs avec un transept. La nef centrale et les bas-côtés de la nef sont chacun séparés par neuf arcades dans l'alternance de colonnes typique de la Basse-Saxe. Neuf chapelles latérales gothiques sont établies en saillie à l'extérieur des bas-côtés. Une crypte est située sous la croisée et le chœur.
- Longueur totale : 77 m
- Hauteur de la nef centrale : 14 m
- Largeur de la nef centrale : 12 m
- Largeur de la nef : 32 m
- Hauteur du massif occidental : 41 m
- Hauteur de la tour de croisée du transept : 20 m

### Décoration intérieure et trésor
|                              |  |                                     |
| La colonne du Christ (1020). |  | La porte de Bernward (Bernwardtür). |

Les bronzes datant de l'évêque Bernward (993–1022) sont :
- Les vantaux en bronze de la porte de Bernward, datés de 1015, avec une représentation de l'histoire du saint homme ;
- la colonne du Christ (1020), avec des scènes de l'Évangile.

Autres objets précieux :
- le lustre Hezilo, un lustre à roue du XIe siècle (dans le transept, figurant la Jérusalem céleste)
- la châsse romane de saint Épiphane de Pavie, de Côme et Damien et de Can, Cantien et Cantienne
- la châsse romane de Saint Gothard dans la crypte
- la Croix de saint-Bernard ainsi que des reliquaires et des ustensiles liturgiques, exposés dans le musée diocésain
- les fonts baptismaux en bronze de 1225 (style roman tardif)
- La Madone à encrier gothique au pilier sud-ouest du transept : elle tient à la main un encrier, pour que Jésus puisse écrire.

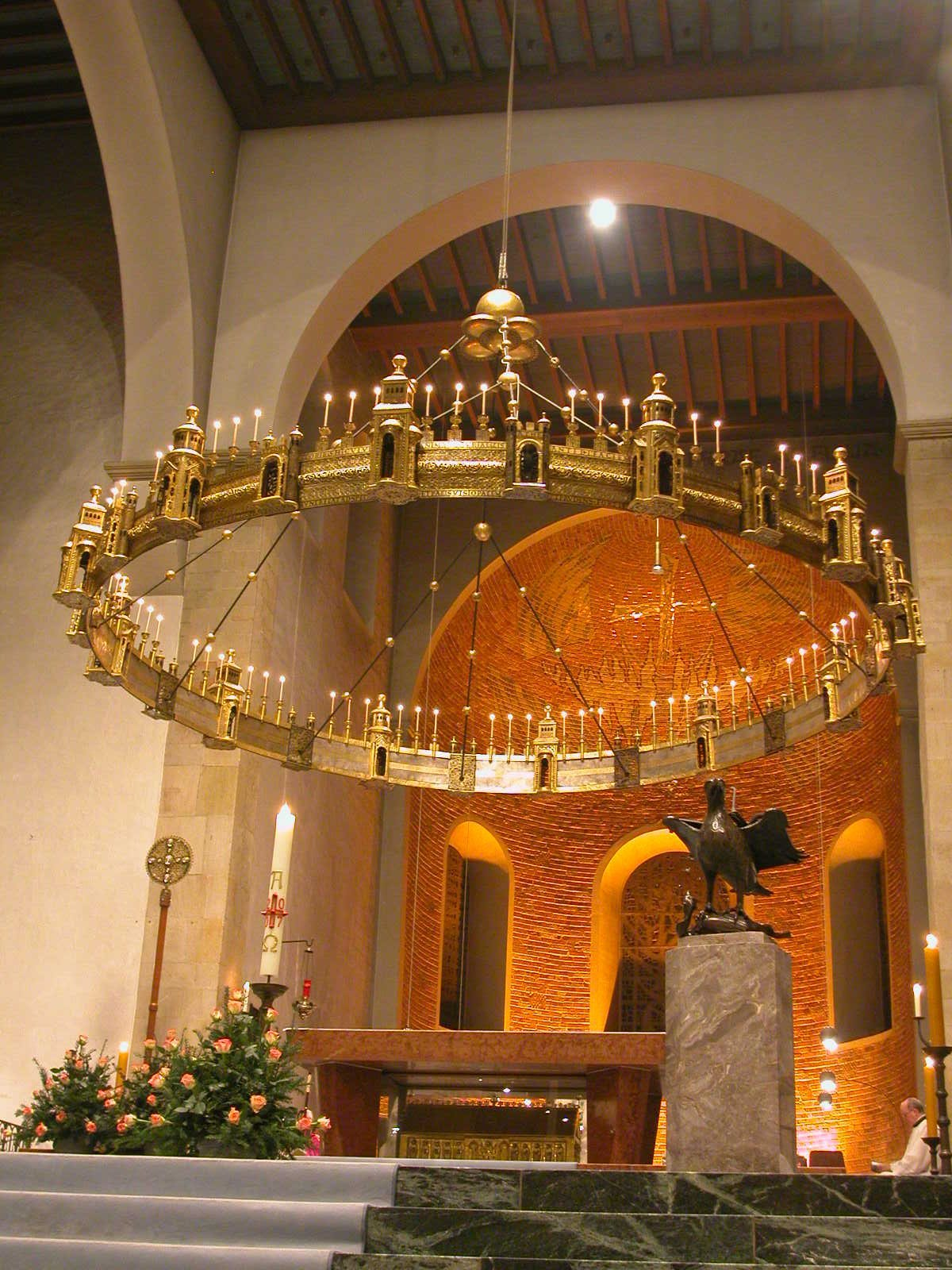
Le lustre Hezilo (XIe siècle)
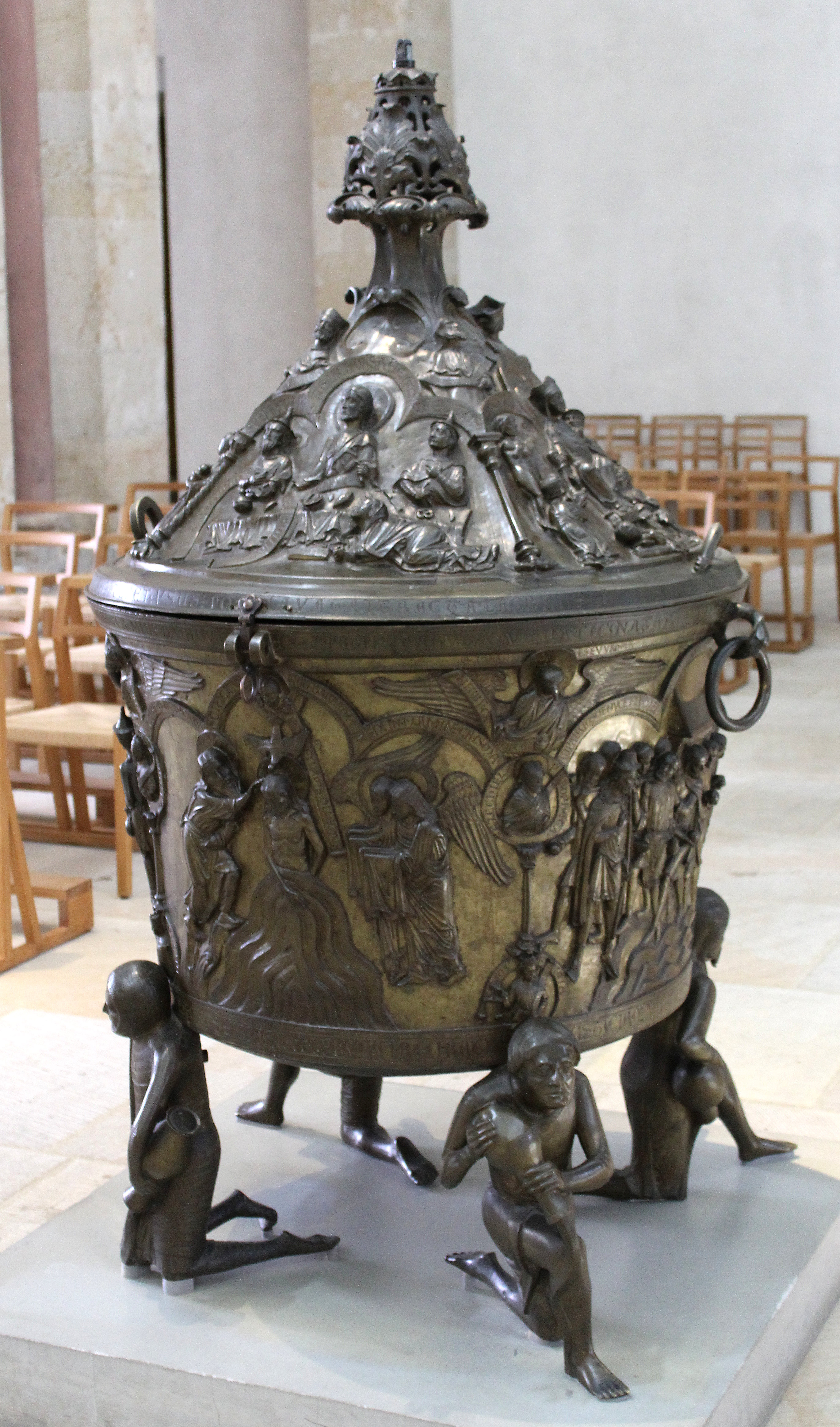
Les fonts baptismaux (1225)
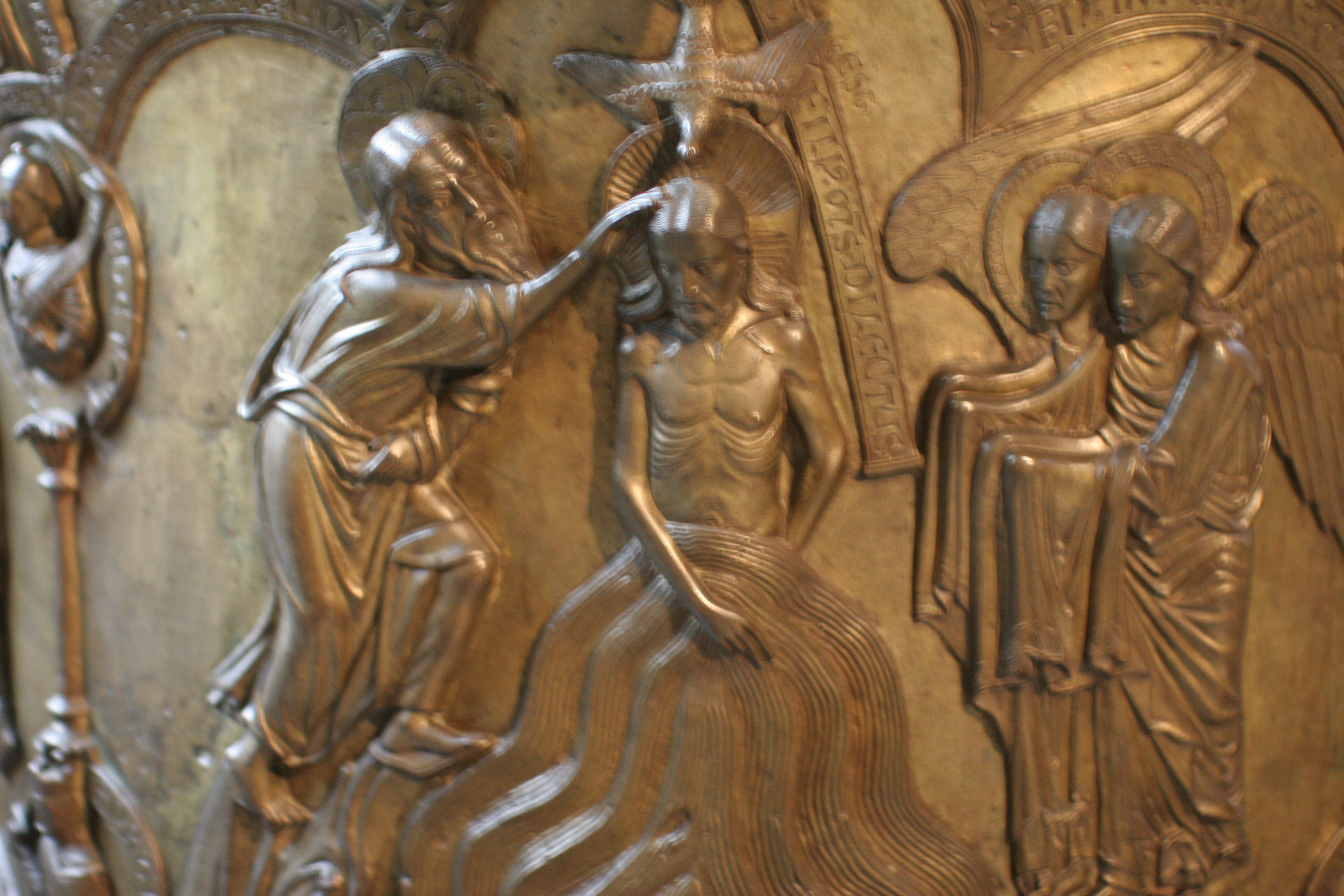
Fonts baptismaux : le baptême du Christ au Jourdain (1225).
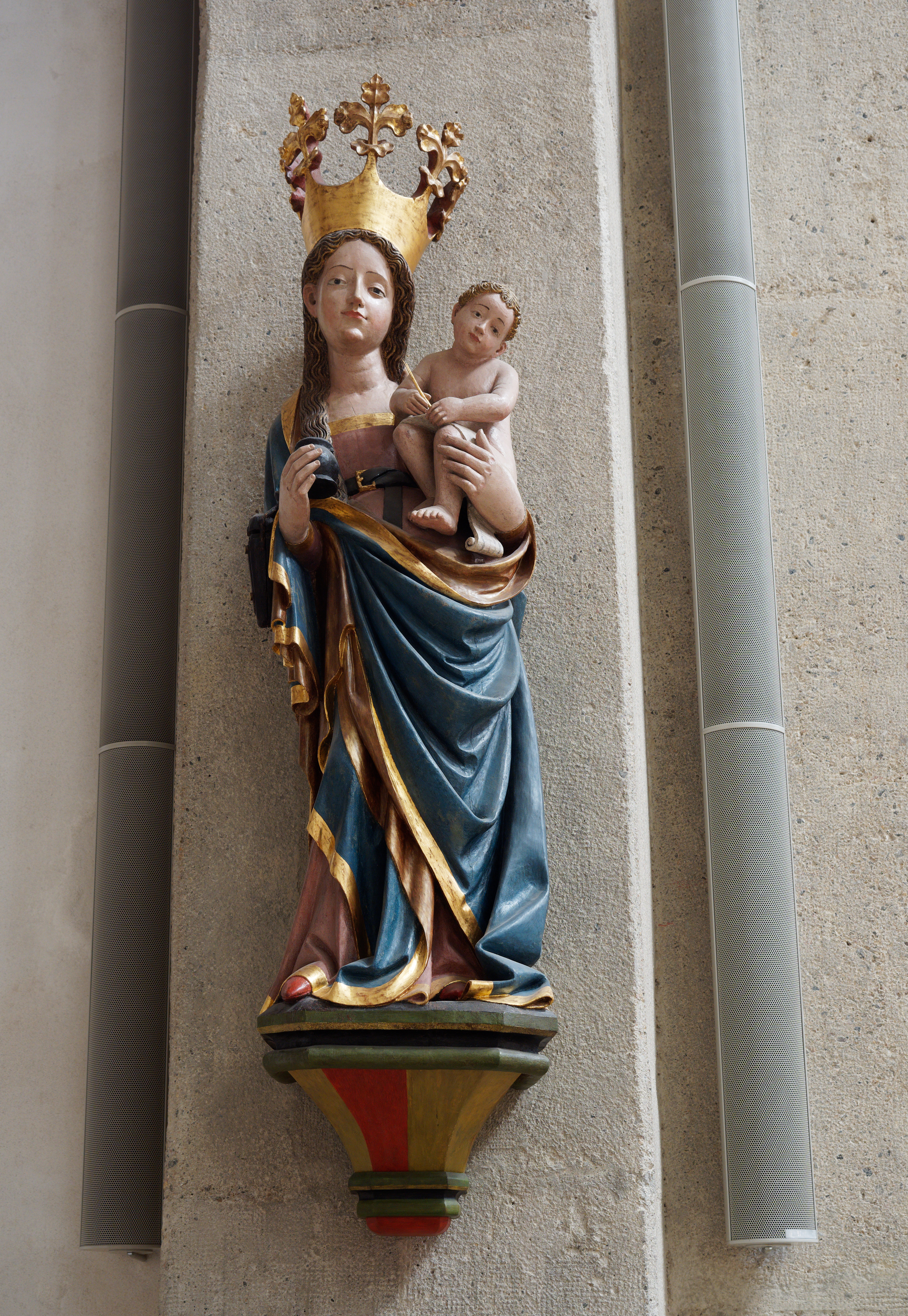
Madone à encrier (gothique)

Les réalisations de l'après-guerre comportent notamment le vitrail de la Sainte-Vierge dans le chœur (Marie entourée de la lune et des atoiles, évocation de Ap 12) et la mosaïque de l'abside, qui commémore le bombardement de Hildesheim et l'incendie proprement apocalyptique qui s'ensuivit. Au-dessus on peut lire le psalmiste (Ps 104 30) Renovabis faciem terrae, halleluja – « tu renouvelles la surface du sol, alleluia ».

## Cloches

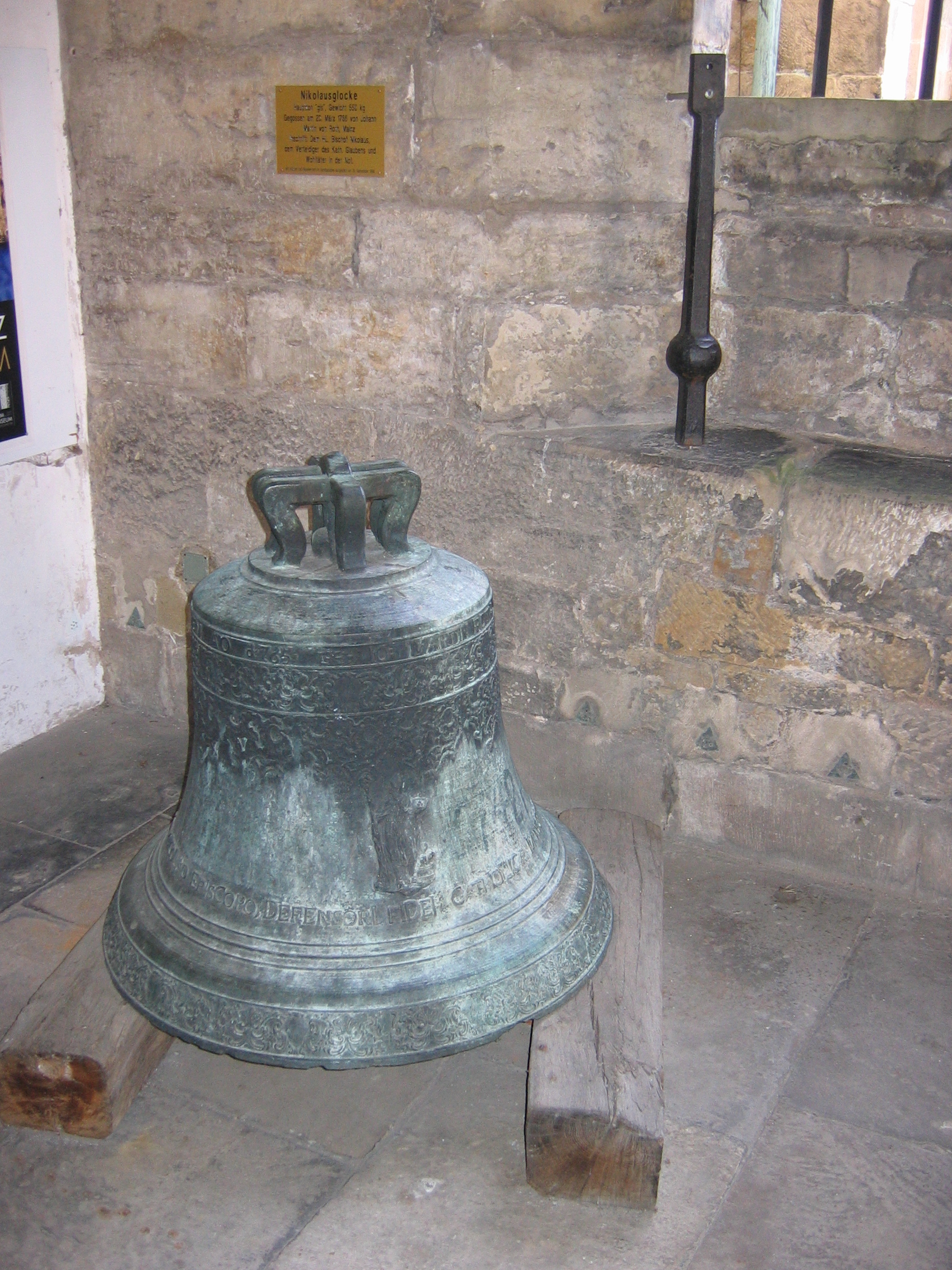
Cloche saint-Nicolas, dans le narthex nord.

La cathédrale s'enorgueillit d'un carillon de sept cloches, dont la petite « Saint-Nicolas » (Nikolausglocke) installée dans le narthex nord ; les autres cloches sont montées sur deux chaises d'appui dans la tour occidentale. La flèche conservera ses cloches lors de la restauration de la cathédrale.
| n° | Nom            | Année de fonte | Fondeur, atelier                        | Diamètre (mm) | Poids (kg) | Fondamental (16e)            | Suspente       |
| 1  | Canta Bona     | 1960           | Friedrich Wilhelm Schilling, Heidelberg | 2300          | 8686       | fa2 +4                       | inférieure     |
| 2  | Saint-Apôtre   | 1765           | Johann Martin Roth, Mayence             | 1940          | 4895       | lab2 +6                      | inférieure     |
| 3  | Saint-Bernard  | 1960           | Friedrich Wilhelm Schilling, Heidelberg | 1698          | 3366       | sib2 +4                      | inférieure     |
| 4  | Saint-Gothard  | 1960           | Friedrich Wilhelm Schilling, Heidelberg | 1500          | 2278       | do3 +4                       | supérieure     |
| 5  | Saint-Épiphane | 1960           | Friedrich Wilhelm Schilling, Heidelberg | 1260          | 1343       | mib3+6                       | supérieure     |
| 6  | Sainte-Cécile  | 1960           | Friedrich Wilhelm Schilling, Heidelberg | 1060          | 1068       | fa3 +4                       | supérieure     |
|    | Saint-Nicolas  | 1766           | Johann Martin Roth, Mayence             | 950           | 550        | la{\displaystyle \flat }3 +2 | (Narthex nord) |

| n° | Inscription |
| 1  | CANTATE DOMINO CANTICUM NOVUM QUIA MIRABILIA FECIT SANCTA MARIA CANTA BONA NOBIS! – Auxilio Matris D.N.J.Ch. confidens me fudit F.W. Schilling Heidelbergensis Anno Domini MCMLIX (« Entonne un nouveau chant pour le Seigneur, car il a accompli un miracle. Sainte Marie chante pour nous la bonne nouvelle! En action de grâce pour la Sainte Vierge, F.W. Schilling d’Heidelberg m’a coulée en l'an du Seigneur 1950 ») |
| 2  | Johann Martin Koch de Mayence m'a coulée à Hildesheim l'an 1765, APOSTOLIS PETRO ET PAULO COMPATRONIS HILDESIENSIBUS (« Aux saints tutélaires d’Hildesheim les apôtres Pierre et Paul ») |
| 3  | SIT PIA PAX ET VOS AMEN CANITE SANCTE BERNWARDE ORA PRO NOBIS (« Règne la paix du Seigneur chantez Amen Saint Bernard priez pour nous ») |
| 4  | STERNE RESISTENTES/STANTES REGE/TOLLE JACENTES. SANCTE GODEHARDE ORA PRO NOBIS (« Accable les rebelles/Guide les hommes droits/Relève ceux qui sont à terre. Saint Gothard prie pour nous ») |
| 5  | EPIPHANIUS PACIFICATOR PATRONUS EPIPHANIAM DOMINI NUNTIAT. SANCTE EPIPHANI PRECARE PRO NOBIS (« Épiphane, père consolateur, annonce la résurrection du Seigneur. Saint Épiphane prie pour nous ») |
| 6  | CANTANTIBUS ORGANIS CAECILIA DOMINO DECANTANBAT! SANCTA CAECILIA ADJUVA NOS (« Derrière le timbre de l'orgue Sainte Cécile chantait le Seigneur! Sainte Cécile, aide-nous ») |

### Le rosier millénaire

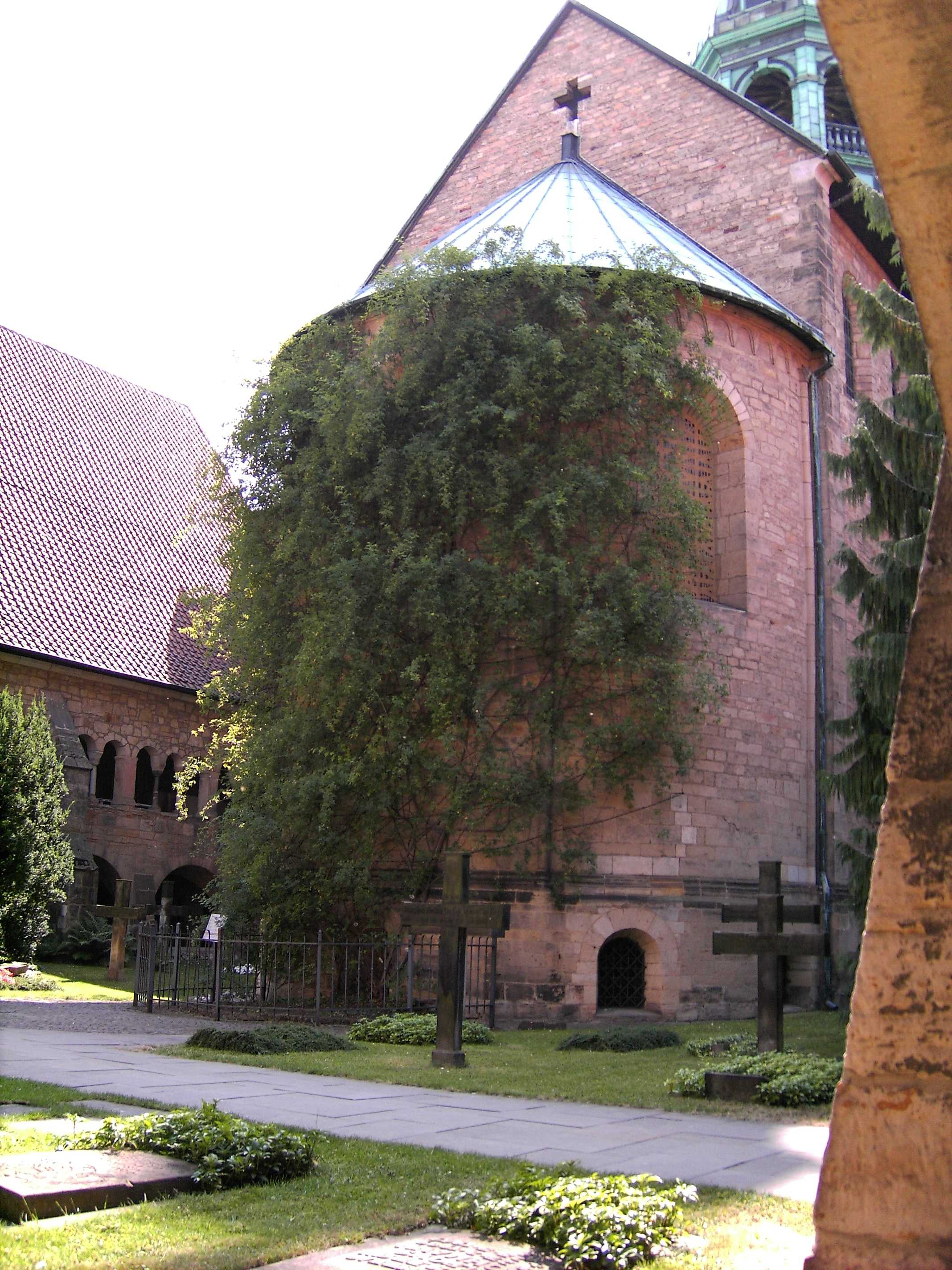
Le rosier millénaire, au chevet de la cathédrale.

Le site de la cathédrale est célèbre par une curiosité que l'on peut voir à l'extérieur des bâtiments : le « rosier millénaire ». Cet églantier pousse dans la cour intérieure du cloître, entre l'abside de la cathédrale et une chapelle gothique de 1321, dite « chapelle Sainte-Anne ». On n'a pu jusqu'ici estimer l'âge exact de ce rosier. La tradition locale évoque l'année 815.
On raconte qu'un jour, l'empereur Louis le Pieux aurait fait dire une sainte messe au cours d'une chasse au milieu des bois. Le reliquaire de la Vierge, emporté pour l'occasion, aurait été suspendu au rameau d'un églantier. Mais une fois la messe terminée, il n'était plus possible de détacher le reliquaire de l'arbuste. L'empereur y aurait vu un signe selon lequel c’est à cet endroit même, et non, comme on l’avait prévu, à Elze qu’il fallait fonder le nouvel évêché et qu’il fallait le mettre sous la protection de la Vierge Marie, dont la Rose est le symbole.
Toujours est-il que la présence de ce rosier sauvage est attestée sans interruption sur ce mur depuis au moins quatre siècles.
À la fin de la Seconde Guerre mondiale, en 1945, des bombes explosives et incendiaires endommagèrent l'abside de la cathédrale et par conséquent le rosier. Du massif il ne subsistait sous les décombres qu'un pied en partie carbonisé : il semblait que c'en soit fini de l'antique arbuste. Mais les racines du rosier étaient pour l'essentiel intactes. Peu de temps après, elles rejetaient de nouveaux pieds. Depuis, on signale par des pendentifs réfléchissants les jeunes rameaux du « rosier millénaire » apparus dans l'année. Lorsque les habitants de Hildesheim découvrirent que le rosier donnait de nouvelles branches, ils y virent naturellement un heureux présage, et firent de cet arbuste un symbole de leur ville. Le rosier de Hildesheim passe pour le plus vieux du monde.
Guillaume Apollinaire s'est inspiré de ce rosier dans la nouvelle La Rose de Hildelsheim qui se lit dans le recueil L'Hérésiarque et Cie.

### Articles liés
- Portes de Bernward
- Bibliothèque de la cathédrale de Hildesheim
- Prévôté de la cathédrale de Hildesheim
- Fonts baptismaux (cathédrale de Hildesheim)
- Chandelier de Hezilo
- Église Saint-Michel de Hildesheim